# Jumelages franco-allemands
 (novembre 2022).
Si vous disposez d'ouvrages ou d'articles de référence ou si vous connaissez des sites web de qualité traitant du thème abordé ici, merci de compléter l'article en donnant les références utiles à sa vérifiabilité et en les liant à la section « Notes et références ».
En pratique : Quelles sources sont attendues ? Comment ajouter mes sources ?

Panneau Balingen 972 km devant le Palais des Congrès de Royan.

Liste des jumelages et accords de coopération entre les villes françaises et les villes allemandes, classés dans l'ordre alphabétique du nom des villes d'Allemagne.

## Liste
| Commune allemande                                                        | Land                               | Commune française                        | Département             | Depuis             |
| ------------------------------------------------------------------------ | ---------------------------------- | ---------------------------------------- | ----------------------- | ------------------ |
| Aalen                                                                    | Bade-Wurtemberg                    | Saint-Lô                                 | Manche                  | 3 juin 1979        |
| Ahnatal                                                                  | Hesse                              | Wisches                                  | Bas-Rhin                |                    |
| Aix-la-Chapelle                                                          | Rhénanie-du-Nord-Westphalie        | Reims                                    | Marne                   | 1967               |
| Aix-la-Chapelle (à la suite de l'incorporation de Walheim)               | Rhénanie-du-Nord-Westphalie        | Montebourg                               | Manche                  |                    |
| Albstadt                                                                 | Bade-Wurtemberg                    | Chambéry                                 | Savoie                  | 1979               |
| Alfter                                                                   | Rhénanie-du-Nord-Westphalie        | Châteauneuf-sur-Charente                 | Charente                | 1979               |
| Alsdorf                                                                  | Rhénanie-du-Nord-Westphalie        | Saint-Brieuc                             | Côtes-d'Armor           | 1970               |
| Altena                                                                   | Rhénanie-du-Nord-Westphalie        | Péronne                                  | Somme                   |                    |
| Altensteig                                                               | Bade-Wurtemberg                    | Bourg-Saint-Maurice                      | Savoie                  |                    |
| Amberg                                                                   | Bavière                            | Périgueux                                | Dordogne                | 1965               |
| Amtzell                                                                  | Bade-Wurtemberg                    | Cosne-d'Allier                           | Allier                  | 1971               |
| Annweiler                                                                | Rhénanie-Palatinat                 | Ambert                                   | Puy-de-Dôme             | 1988               |
| Altenkirchen                                                             | Rhénanie-Palatinat                 | Tarbes                                   | Hautes-Pyrénées         | 24 juin 1972       |
| Aschaffenbourg                                                           | Bavière                            | Saint-Germain-en-Laye                    | Yvelines                | 17 avril 1975      |
| Aspach                                                                   | Bade-Wurtemberg                    | Chemillé-en-Anjou                        | Maine-et-Loire          | 3 mai 1997         |
| Asperg                                                                   | Bade-Wurtemberg                    | Lure                                     | Haute-Saône             | 8 octobre 1967     |
| Augsbourg                                                                | Bavière                            | Bourges                                  | Cher                    |                    |
| Backnang                                                                 | Bade-Wurtemberg                    | Annonay                                  | Ardèche                 | 1966               |
| Bad Abbach                                                               | Bavière                            | Charbonnières-les-Bains                  | Rhône                   | 1er mai 1978       |
| Bad Brückenau                                                            | Bavière                            | Ancenis                                  | Loire-Atlantique        |                    |
| Bad Ems                                                                  | Rhénanie-Palatinat                 | Cosne-Cours-sur-Loire                    | Nièvre                  | 1974               |
| Bad Honnef                                                               | Rhénanie-du-Nord-Westphalie        | Berck                                    | Pas-de-Calais           | 1976               |
| Bad Hönningen                                                            | Rhénanie-Palatinat                 | Saint-Pierre-lès-Nemours                 | Seine-et-Marne          | 1980               |
| Bad Kreuznach                                                            | Rhénanie-Palatinat                 | Bourg-en-Bresse                          | Ain                     | 1963               |
| Bad Mergentheim                                                          | Bade-Wurtemberg                    | Digne-les-Bains                          | Alpes-de-Haute-Provence | 24 juin 1962       |
| Bad Münstereifel                                                         | Rhénanie-du-Nord-Westphalie        | Fougères                                 | Ille-et-Vilaine         |                    |
| Bad Nauheim                                                              | Hesse                              | Chaumont                                 | Haute-Marne             |                    |
| Bad Rippoldsau-Schapbach                                                 | Bade-Wurtemberg                    | La Tranche-sur-Mer                       | Vendée                  | 1989               |
| Bad Salzuflen                                                            | Rhénanie-du-Nord-Westphalie        | Millau                                   | Aveyron                 |                    |
| Bad Soden am Taunus                                                      | Hesse                              | Rueil-Malmaison                          | Hauts-de-Seine          |                    |
| Bad Sachsa                                                               | Basse-Saxe                         | Castelnau-de-Médoc                       | Gironde                 | 1973               |
| Bad Tölz                                                                 | Bavière                            | Vichy                                    | Allier                  |                    |
| Bad Vilbel                                                               | Hesse                              | Moulins                                  | Allier                  | 1993               |
| Bad Wildungen                                                            | Hesse                              | Saint-Jean-de-Maurienne                  | Savoie                  | 1990               |
| Bad Windsheim                                                            | Bavière                            | Saint-Yrieix-la-Perche                   | Haute-Vienne            | 1988               |
| Baden-Baden                                                              | Bade-Wurtemberg                    | Menton                                   | Alpes-Maritimes         | 1962               |
| Baiersbronn                                                              | Bade-Wurtemberg                    | Nogent-le-Rotrou                         | Eure-et-Loir            |                    |
| Balingen                                                                 | Bade-Wurtemberg                    | Royan                                    | Charente-Maritime       |                    |
| Bamberg                                                                  | Bavière                            | Rodez                                    | Aveyron                 | 1970               |
| Barver                                                                   | Basse-Saxe                         | Lezay                                    | Deux-Sèvres             | 26 août 1973       |
| Bassum                                                                   | Basse-Saxe                         | Fresnay-sur-Sarthe                       | Sarthe                  | 4 juin 1970        |
| Baunatal                                                                 | Hesse                              | Vire                                     | Calvados                |                    |
| Bautzen                                                                  | Saxe                               | Dreux                                    | Eure-et-Loir            | 1992               |
| Bayreuth                                                                 | Bavière                            | Annecy                                   | Haute-Savoie            | 1966               |
| Bendorf                                                                  | Rhénanie-Palatinat                 | Provins                                  | Seine-et-Marne          |                    |
| Bensheim                                                                 | Hesse                              | Beaune                                   | Côte-d'Or               | 12 juin 1960       |
| Berlin-Mitte (Arrondissement de Berlin)                                  | Berlin                             | Tourcoing                                | Nord                    | 26 mai 1995        |
| Bergisch Gladbach                                                        | Rhénanie-du-Nord-Westphalie        | Bourgoin-Jallieu                         | Isère                   | 14 juillet 1956    |
| Bergisch Gladbach                                                        | Rhénanie-du-Nord-Westphalie        | Joinville-le-Pont                        | Val-de-Marne            | 1960               |
| Bergheim                                                                 | Rhénanie-du-Nord-Westphalie        | Chauny                                   | Aisne                   | 1968               |
| Bernau bei Berlin                                                        | Brandebourg                        | Champigny-sur-Marne                      | Val-de-Marne            | 1962               |
| Bevern                                                                   | Basse-Saxe                         | Cissac-Médoc                             | Gironde                 | 1982               |
| Billigheim                                                               | Bade-Wurtemberg                    | Neuilly-Saint-Front                      | Aisne                   | 1972               |
| Biberach                                                                 | Bade-Wurtemberg                    | Valence                                  | Drôme                   | 1967               |
| Bingen am Rhein                                                          | Rhénanie-Palatinat                 | Nuits-Saint-Georges                      | Côte-d'Or               | 1961               |
| Bitterfeld-Wolfen                                                        | Saxe-Anhalt                        | Vierzon                                  | Cher                    | 11 novembre 1959   |
| Bocholt                                                                  | Rhénanie-du-Nord-Westphalie        | Aurillac/Arpajon-sur-Cère                | Cantal                  | 1972               |
| Bollschweil                                                              | Bade-Wurtemberg                    | Berstett                                 | Bas-Rhin                | 27 octobre 1990    |
| Bönnigheim                                                               | Bade-Wurtemberg                    | Rouffach                                 | Haut-Rhin               |                    |
| Bottrop                                                                  | Rhénanie-du-Nord-Westphalie        | Tourcoing                                | Nord                    | 10 juillet 1967    |
| Brandebourg-sur-la-Havel                                                 | Brandebourg                        | Ivry-sur-Seine                           | Val-de-Marne            | 1963               |
| Brand-Erbisdorf                                                          | Saxe                               | Rouvroy (Pas-de-Calais)                  | Pas-de-Calais           | 1963               |
| Breisach-am-Rhein                                                        | Bade-Wurtemberg                    | Saint-Louis                              | Haut-Rhin               | 25 juin 1960       |
| Bremerhaven                                                              | Brême                              | Cherbourg-Octeville                      | Manche                  |                    |
| Bretten                                                                  | Bade-Wurtemberg                    | Longjumeau                               | Essonne                 | 1981               |
| Bretten                                                                  | Bade-Wurtemberg                    | Bellegarde-sur-Valserine                 | Ain                     | 2001               |
| Bruchsal                                                                 | Bade-Wurtemberg                    | Sainte-Menehould                         | Marne                   | 1965               |
| Brühl                                                                    | Rhénanie-du-Nord-Westphalie        | Sceaux                                   | Hauts-de-Seine          | 1965               |
| Brunswick                                                                | Basse-Saxe                         | Nîmes                                    | Gard                    | 1962               |
| Büdingen                                                                 | Hesse                              | Loudéac                                  | Côtes-d'Armor           |                    |
| Bühl                                                                     | Bade-Wurtemberg                    | Villefranche-sur-Saône                   | Rhône                   | 1987               |
| Büren                                                                    | Rhénanie-du-Nord-Westphalie        | Charenton-le-Pont                        | Val-de-Marne            |                    |
| Burg                                                                     | Saxe-Anhalt                        | La Roche-sur-Yon                         | Vendée                  | 1990               |
| Burggen                                                                  | Bavière                            | Nesmy                                    | Vendée                  | 1993               |
| Burglengenfeld                                                           | Bavière                            | Pithiviers                               | Loiret                  | 18 juillet 1976    |
| Buxtehude                                                                | Basse-Saxe                         | Blagnac                                  | Haute-Garonne           | 1985               |
| Cadolzburg                                                               | Bavière                            | Le Palais-sur-Vienne                     | Haute-Vienne            | 1953               |
| Celle                                                                    | Basse-Saxe                         | Meudon                                   | Hauts-de-Seine          | 1953               |
| Chemnitz                                                                 | Saxe                               | Mulhouse                                 | Haut-Rhin               | 21 novembre 1990   |
| Cloppenburg                                                              | Basse-Saxe                         | Bernay                                   | Eure                    |                    |
| Coblence                                                                 | Rhénanie-Palatinat                 | Nevers                                   | Nièvre                  | 1963               |
| Cobourg                                                                  | Bavière                            | Niort                                    | Deux-Sèvres             | 14 juin 1974       |
| Cologne                                                                  | Rhénanie-du-Nord-Westphalie        | Lille                                    | Nord                    | juillet 1958       |
| Cologne                                                                  | Rhénanie-du-Nord-Westphalie        | Hazebrouck                               | Nord                    | juillet 1958       |
| Constance                                                                | Bade-Wurtemberg                    | Fontainebleau                            | Seine-et-Marne          | 28 mai 1960        |
| Cottbus                                                                  | Brandebourg                        | Montreuil                                | Seine-Saint-Denis       | 23 novembre 1959   |
| Crailsheim                                                               | Bade-Wurtemberg                    | Pamiers                                  | Ariège                  | 1969               |
| Cuxhaven                                                                 | Basse-Saxe                         | Vannes                                   | Morbihan                | 1963               |
| Darmstadt                                                                | Hesse                              | Troyes                                   | Aube                    |                    |
| Dauchingen                                                               | Bade-Wurtemberg                    | Huttendorf                               | Bas-Rhin                | 25 juin 2000       |
| Delbrück                                                                 | Rhénanie-du-Nord-Westphalie        | Roncq                                    | Nord                    | 1991               |
| Detmold                                                                  | Rhénanie-du-Nord-Westphalie        | Saint-Omer                               | Pas-de-Calais           | 1970               |
| Deux-Ponts                                                               | Rhénanie-Palatinat                 | Boulogne-sur-Mer                         | Pas-de-Calais           | 1959               |
| Dinslaken                                                                | Rhénanie-du-Nord-Westphalie        | Agen                                     | Lot-et-Garonne          | 23 mars 1975       |
| Ditzingen                                                                | Bade-Wurtemberg                    | Rillieux-la-Pape                         | Rhône                   | 9 mai 2010         |
| Donaueschingen                                                           | Bade-Wurtemberg                    | Saverne                                  | Bas-Rhin                | 3 mai 1964         |
| Donsieders                                                               | Rhénanie-Palatinat                 | Brasles                                  | Aisne                   | 1993               |
| Dormitz                                                                  | Bavière                            | Clairoix                                 | Oise                    | 1992               |
| Dornstadt                                                                | Bade-Wurtemberg                    | Coutras                                  | Gironde                 | 1989               |
| Dortmund                                                                 | Rhénanie-du-Nord-Westphalie        | Amiens                                   | Somme                   | 1960               |
| Drebach                                                                  | Saxe                               | Saint-Valérien                           | Yonne                   | 1996               |
| Dresde                                                                   | Saxe                               | Strasbourg                               | Bas-Rhin                | 1990               |
| Dülmen                                                                   | Rhénanie-du-Nord-Westphalie        | Charleville-Mézières                     | Ardennes                |                    |
| Duisbourg                                                                | Rhénanie-du-Nord-Westphalie        | Calais                                   | Pas-de-Calais           | 25 juin 1964       |
| Düren                                                                    | Rhénanie-du-Nord-Westphalie        | Valenciennes                             | Nord                    | 1959               |
| Düsseldorf                                                               | Rhénanie-du-Nord-Westphalie        | Toulouse                                 | Haute-Garonne           | 2003               |
| Eberbach                                                                 | Bade-Wurtemberg                    | Thonon-les-Bains                         | Haute-Savoie            | 1961               |
| Ebersberg                                                                | Bavière                            | Yssingeaux                               | Haute-Loire             |                    |
| Eggenfelden                                                              | Bavière                            | Carcassonne                              | Aude                    | juin 1973          |
| Einbeck                                                                  | Basse-Saxe                         | Thiais                                   | Val-de-Marne            | 1962               |
| Eisenach                                                                 | Thuringe                           | Sedan                                    | Ardennes                | 1980               |
| Eisfeld                                                                  | Thuringe                           | Ham                                      | Somme                   |                    |
| Eislingen/Fils                                                           | Bade-Wurtemberg                    | Oyonnax                                  | Ain                     | décembre 2001      |
| Eisenberg                                                                | Thuringe                           | Soissons                                 | Aisne                   | 1993               |
| Ellwangen                                                                | Bade-Wurtemberg                    | Langres                                  | Haute-Marne             | 1964               |
| Elmshorn                                                                 | Schleswig-Holstein                 | Tarascon                                 | Bouches-du-Rhône        |                    |
| Eltmann                                                                  | Bavière                            | Saint-Paul-Trois-Châteaux                | Drôme                   | 1974               |
| Endingen am Kaiserstuhl                                                  | Bade-Wurtemberg                    | Coulonges-sur-l'Autize                   | Deux-Sèvres             |                    |
| Endingen am Kaiserstuhl                                                  | Bade-Wurtemberg                    | Erstein                                  | Bas-Rhin                |                    |
| Engen                                                                    | Bade-Wurtemberg                    | Trilport                                 | Seine-et-Marne          | 2000               |
| Erbach                                                                   | Bade-Wurtemberg                    | Thorigny-sur-Marne                       | Seine-et-Marne          | 1982               |
| Erding                                                                   | Bavière                            | Bastia                                   | Haute-Corse             |                    |
| Erfurt                                                                   | Thuringe                           | Lille                                    | Nord                    | juillet 1958       |
| Ergersheim                                                               | Bavière                            | Ergersheim                               | Bas-Rhin                | 2000               |
| Erlangen                                                                 | Bavière                            | Rennes                                   | Ille-et-Vilaine         | 27 mai 1964        |
| Eschwege                                                                 | Hesse                              | Saint-Mandé                              | Val-de-Marne            | 23 septembre 1989  |
| Essen                                                                    | Rhénanie-du-Nord-Westphalie        | Grenoble                                 | Isère                   | 1976               |
| Esslingen                                                                | Bade-Wurtemberg                    | Vienne                                   | Isère                   | 1958               |
| Ettlingen                                                                | Bade-Wurtemberg                    | Épernay                                  | Marne                   | 1953               |
| Euskirchen                                                               | Rhénanie-du-Nord-Westphalie        | Charleville-Mézières                     | Ardennes                | 1961               |
| Falkenstein/Vogtl.                                                       | Saxe                               | Harnes                                   | Pas-de-Calais           | 1966               |
| Fellbach                                                                 | Bade-Wurtemberg                    | Tournon-sur-Rhône                        | Ardèche                 |                    |
| Felsberg                                                                 | Hesse                              | Vernouillet                              | Eure-et-Loir            |                    |
| Fischach                                                                 | Bavière                            | Vimy                                     | Pas-de-Calais           | 1972               |
| Flörsheim am Main                                                        | Hesse                              | Pérols                                   | Hérault                 | 20 juin 1992       |
| Francfort-sur-l'Oder                                                     | Brandebourg                        | Nîmes                                    | Gard                    | 1976               |
| Francfort-sur-le-Main                                                    | Hesse                              | Lyon                                     | Rhône                   | 1960               |
| Francfort-sur-le-Main (à la suite de l'incorporation de Nieder-Eschbach) | Hesse                              | Deuil-la-Barre                           | Val-d'Oise              | 30 avril 1967      |
| Frankenau                                                                | Hesse                              | Die                                      | Drôme                   | 1991               |
| Frankenthal                                                              | Rhénanie-Palatinat                 | Colombes                                 | Hauts-de-Seine          | 1958               |
| Freudenstadt                                                             | Bade-Wurtemberg                    | Courbevoie                               | Hauts-de-Seine          | 1961               |
| Fribourg-en-Brisgau                                                      | Bade-Wurtemberg                    | Besançon                                 | Doubs                   | 1959               |
| Friedberg                                                                | Bavière                            | Bressuire                                | Deux-Sèvres             | 1992               |
| Friedrichshafen                                                          | Bade-Wurtemberg                    | Saint-Dié-des-Vosges                     | Vosges                  | 20 octobre 1973    |
| Fulda                                                                    | Hesse                              | Arles                                    | Bouches-du-Rhône        | 1969               |
| Fürth                                                                    | Bavière                            | Limoges                                  | Haute-Vienne            | 22 mai 1992        |
| Gaggenau                                                                 | Bade-Wurtemberg                    | Annemasse                                | Haute-Savoie            |                    |
| Gaiberg                                                                  | Bade-Wurtemberg                    | La Canourgue                             | Lozère                  | 22 mai 1988        |
| Garbsen                                                                  | Basse-Saxe                         | Hérouville-Saint-Clair                   | Calvados                | 1966               |
| Garmisch-Partenkirchen                                                   | Bavière                            | Chamonix-Mont-Blanc                      | Haute-Savoie            | 6 janvier 1973     |
| Gau-Algesheim                                                            | Rhénanie-Palatinat                 | Saulieu                                  | Côte-d'Or               | 1964               |
| Gelnhausen                                                               | Hesse                              | Clamecy                                  | Nièvre                  | 1962               |
| Geltendorf                                                               | Bavière                            | Saint-Étienne                            | Loire                   | 1966               |
| Georgenthal                                                              | Thuringe                           | Confolens                                | Charente                |                    |
| Gerbstedt                                                                | Saxe-Anhalt                        | Frévent                                  | Pas de Calais           | 1965               |
| Grefrath                                                                 | Rhénanie-du-Nord-Westphalie        | Frévent                                  | Pas de Calais           | 1966               |
| Gersthofen                                                               | Bavière                            | Nogent-sur-Oise                          | Oise                    | 1969               |
| Gernsheim                                                                | Hesse                              | Bar-sur-Aube                             | Aube                    |                    |
| Gerolzhofen                                                              | Bavière                            | Mamers                                   | Sarthe                  |                    |
| Gevelsberg                                                               | Rhénanie-du-Nord-Westphalie        | Vendôme                                  | Loir-et-Cher            |                    |
| Gladbach                                                                 | Rhénanie-Palatinat                 | Chailley                                 | Yonne                   | 1987               |
| Glauchau                                                                 | Saxe                               | Grenay                                   | Pas-de-Calais           | 1990               |
| Goch                                                                     | Rhénanie-du-Nord-Westphalie        | Redon                                    | Ille-et-Vilaine         |                    |
| Goslar                                                                   | Basse-Saxe                         | Arcachon                                 | Gironde                 | 1965               |
| Gotha                                                                    | Thuringe                           | Romilly-sur-Seine                        | Aube                    | 1960               |
| Göttingen                                                                | Basse-Saxe                         | Pau                                      | Pyrénées-Atlantiques    |                    |
| Göttingen                                                                | Basse-Saxe                         | Suresnes                                 | Hauts-de-Seine          |                    |
| Gottmadingen                                                             | Bade-Wurtemberg                    | Champagnole                              | Jura                    |                    |
| Gräfenroda                                                               | Thuringe                           | Vouziers                                 | Ardennes                | 1972               |
| Gross-Schneen                                                            | Basse-Saxe                         | Houdan                                   | Yvelines                | 1973               |
| Grande Rosselle                                                          | Sarre                              | Petite Rosselle                          | Moselle                 |                    |
| Greven                                                                   | Rhénanie-du-Nord-Westphalie        | Montargis                                | Loiret                  | 30 novembre 1968   |
| Gries                                                                    | Rhénanie-Palatinat                 | Gries                                    | Bas-Rhin                | 20 mai 1979        |
| Grimmen                                                                  | Mecklembourg-Poméranie-Occidentale | Châteaulin                               | Finistère               | 1990               |
| Groß-Gerau                                                               | Hesse                              | Brignoles                                | Var                     |                    |
| Großostheim                                                              | Bavière                            | Carbon-Blanc                             | Gironde                 | 1976               |
| Grünberg                                                                 | Hesse                              | Condom                                   | Gers                    | 1972               |
| Gummersbach                                                              | Rhénanie-du-Nord-Westphalie        | La Roche-sur-Yon                         | Vendée                  | 1968               |
| Guntzbourg                                                               | Bavière                            | Lannion                                  | Côtes-d'Armor           |                    |
| Gunzenhausen                                                             | Bavière                            | Isle                                     | Haute-Vienne            | 1985               |
| Gütersloh                                                                | Rhénanie-du-Nord-Westphalie        | Châteauroux                              | Indre                   | 1977               |
| Hadamar                                                                  | Hesse                              | Bellerive-sur-Allier                     | Allier                  | 20 juin 1973       |
| Hagen                                                                    | Rhénanie-du-Nord-Westphalie        | Montluçon                                | Allier                  | 24 juin 1965       |
| Hagen-Hohenlimburg                                                       | Rhénanie-du-Nord-Westphalie        | Liévin                                   | Pas-de-Calais           | 1960               |
| Halberstadt                                                              | Saxe-Anhalt                        | Villars                                  | Loire                   | 11 novembre 2003   |
| Halle                                                                    | Saxe-Anhalt                        | Grenoble                                 | Isère                   | 1976               |
| Hambourg                                                                 | Hambourg                           | Marseille                                | Bouches-du-Rhône        | 10 juillet 1958    |
| Hamm                                                                     | Rhénanie-du-Nord-Westphalie        | Toul                                     | Meurthe-et-Moselle      | 19 juillet 1987    |
| Hamm                                                                     | Rhénanie-du-Nord-Westphalie        | Neufchâteau                              | Vosges                  | 1967               |
| Hangard                                                                  | Sarre                              | Enchenberg                               | Moselle                 |                    |
| Hann. Münden                                                             | Basse-Saxe                         | Suresnes                                 | Hauts-de-Seine          |                    |
| Hanovre                                                                  | Basse-Saxe                         | Perpignan                                | Pyrénées-Orientales     | 12 juin 1960       |
| Hanovre                                                                  | Basse-Saxe                         | Rouen                                    | Seine-Maritime          | 1966               |
| Harburg                                                                  | Bavière                            | Gouville-sur-Mer                         | Manche                  | 1998               |
| Hardheim                                                                 | Bade-Wurtemberg                    | Suippes                                  | Marne                   | 1er octobre 1966   |
| Harsewinkel                                                              | Rhénanie-du-Nord-Westphalie        | Les Andelys                              | Eure                    | 2 juillet 1994     |
| Haselünne                                                                | Basse-Saxe                         | Saint-Flour                              | Cantal                  |                    |
| Haßmersheim                                                              | Bade-Wurtemberg                    | Chartres-de-Bretagne                     | Ille-et-Vilaine         |                    |
| Haslach                                                                  | Bade-Wurtemberg                    | Lagny-sur-Marne                          | Seine-et-Marne          | 1969               |
| Hattersheim am Main                                                      | Hesse                              | Sarcelles                                | Val-d'Oise              | 1987               |
| Havelberg                                                                | Saxe-Anhalt                        | Saumur                                   | Maine-et-Loire          | 21 septembre 1991  |
| Heidelberg                                                               | Bade-Wurtemberg                    | Montpellier                              | Hérault                 | 1961               |
| Heilbronn                                                                | Bade-Wurtemberg                    | Béziers                                  | Hérault                 | 1965               |
| Heiligenhaus                                                             | Rhénanie-du-Nord-Westphalie        | Meaux                                    | Seine-et-Marne          | 7 juin 1970        |
| Helsa                                                                    | Hesse                              | Trèbes                                   | Aude                    | Juillet 1972       |
| Hennef                                                                   | Rhénanie-du-Nord-Westphalie        | Le Pecq                                  | Yvelines                | 1997.              |
| Henstedt-Ulzburg                                                         | Schleswig-Holstein                 | Maurepas                                 | Yvelines                |                    |
| Herbitzheim                                                              | Sarre                              | Herbitzheim                              | Bas-Rhin                |                    |
| Herbolzheim                                                              | Bade-Wurtemberg                    | Sisteron                                 | Alpes-de-Haute-Provence | 1975               |
| Herne                                                                    | Rhénanie-du-Nord-Westphalie        | Hénin-Beaumont                           | Pas-de-Calais           | 1951               |
| Herten                                                                   | Rhénanie-du-Nord-Westphalie        | Arras                                    | Pas-de-Calais           | juin 1984          |
| Hildesheim                                                               | Basse-Saxe                         | Angoulême                                | Charente                | 1965               |
| Hockenheim                                                               | Bade-Wurtemberg                    | Commercy                                 | Meuse                   | 18 avril 1970      |
| Hofheim am Taunus                                                        | Hesse                              | Chinon                                   | Indre-et-Loire          | 24 mai 1967        |
| Hückeswagen                                                              | Rhénanie-du-Nord-Westphalie        | Étaples                                  | Pas-de-Calais           | 1995               |
| Ibbenbüren                                                               | Rhénanie-du-Nord-Westphalie        | Gourdon                                  | Lot                     | 2001               |
| Igensdorf                                                                | Bavière                            | Saint-Martin-la-Plaine                   | Loire                   | 1992               |
| Ilvesheim                                                                | Bade-Wurtemberg                    | Chécy                                    | Loiret                  | 15 janvier 1994    |
| Ingelfingen                                                              | Bade-Wurtemberg                    | Saint-Héand                              | Loire                   | 1991               |
| Ingelheim-Am-Rhein                                                       | Rhénanie-Palatinat                 | Autun                                    | Saône-et-Loire          | 19 mai 1963        |
| Ingolstadt                                                               | Bavière                            | Grasse                                   | Alpes-Maritimes         | 1963               |
| Kaiserslautern                                                           | Rhénanie-Palatinat                 | Saint-Quentin                            | Aisne                   | 1967               |
| Kaiserslautern                                                           | Rhénanie-Palatinat                 | Douzy                                    | Ardennes                | 1967               |
| Kamp-Lintfort                                                            | Rhénanie-du-Nord-Westphalie        | Cambrai                                  | Nord                    | 1989               |
| Kandel                                                                   | Rhénanie-Palatinat                 | Reichshoffen                             | Bas-Rhin                | 1961               |
| Kappelrodeck                                                             | Bade-Wurtemberg                    | Rosheim                                  | Bas-Rhin                | 9 octobre 1994     |
| Karlsruhe                                                                | Bade-Wurtemberg                    | Nancy                                    | Meurthe-et-Moselle      | 1955               |
| Kassel                                                                   | Hesse                              | Mulhouse                                 | Haut-Rhin               | 28 juillet 1965    |
| Kelheim                                                                  | Bavière                            | Ambarès-et-Lagrave                       | Gironde                 | 1989               |
| Kiel                                                                     | Schleswig-Holstein                 | Brest                                    | Finistère               | 1964               |
| Kierspe                                                                  | Rhénanie-du-Nord-Westphalie        | Montigny-le-Bretonneux                   | Yvelines                | 1988               |
| Kirchheim unter Teck                                                     | Bade-Wurtemberg                    | Rambouillet                              | Yvelines                | 1967               |
| Kitzingen                                                                | Bavière                            | Prades                                   | Pyrénées-Orientales     | 1984               |
| Klarenthal                                                               | Sarre                              | Schœneck                                 | Moselle                 | 2010               |
| Kleinbliederstroff                                                       | Sarre                              | Grosbliederstroff                        | Moselle                 | 14 juillet 1968    |
| Kleinostheim                                                             | Bavière                            | Bassens                                  | Gironde                 | 1980               |
| Königsee                                                                 | Thuringe                           | Le Pont-de-Beauvoisin                    | Isère                   |                    |
| Königsee                                                                 | Thuringe                           | Hirson                                   | Aisne                   | 10 mai 1997        |
| Königswinter                                                             | Rhénanie-du-Nord-Westphalie        | Cognac                                   | Charente                | juin 1989          |
| Korbach                                                                  | Hesse                              | Avranches                                | Manche                  | 29 mai 1963        |
| Korntal-Münchingen                                                       | Bade-Wurtemberg                    | Mirande                                  | Gers                    |                    |
| Krefeld                                                                  | Rhénanie-du-Nord-Westphalie        | Dunkerque                                | Nord                    | 15 juin 1974       |
| Krummesse                                                                | Schleswig-Holstein                 | Bonningues-lès-Calais                    | Pas-de-Calais           | 1995               |
| Kusel                                                                    | Rhénanie-Palatinat                 | Toucy                                    | Yonne                   |                    |
| Kutzenhausen                                                             | Bavière                            | Kutzenhausen                             | Bas-Rhin                | 31 mai 1987        |
| Laer                                                                     | Rhénanie-du-Nord-Westphalie        | Guénange                                 | Moselle                 |                    |
| Lahr/Schwarzwald                                                         | Bade-Wurtemberg                    | Dole                                     | Jura                    |                    |
| Landau                                                                   | Rhénanie-Palatinat                 | Haguenau                                 | Bas-Rhin                | 19 janvier 1963    |
| Landshut                                                                 | Bavière                            | Compiègne                                | Oise                    | 1962               |
| Langen                                                                   | Hesse                              | Romorantin-Lanthenay                     | Loir-et-Cher            | 1968               |
| Langenfeld (Rheinland)                                                   | Rhénanie-du-Nord-Westphalie        | Senlis                                   | Oise                    | mai 1969           |
| Lauf                                                                     | Bavière                            | Brive-la-Gaillarde                       | Corrèze                 | 1985               |
| Laufen                                                                   | Bavière                            | Brioude                                  | Haute-Loire             | 1982               |
| Lauingen                                                                 | Bavière                            | Segré                                    | Maine-et-Loire          | 1988               |
| Lauterbach                                                               | Hesse                              | Lézignan-Corbières                       | Aude                    | 1970               |
| Lautertal                                                                | Hesse                              | Jarnac                                   | Charente                | 1982               |
| Lebach                                                                   | Sarre                              | Bitche                                   | Moselle                 | 1979               |
| Lehrte                                                                   | Basse-Saxe                         | Vanves                                   | Hauts-de-Seine          |                    |
| Leichlingen                                                              | Rhénanie-du-Nord-Westphalie        | Marly-le-Roi                             | Yvelines                | 1964               |
| Leimen                                                                   | Bade-Wurtemberg                    | Tinqueux                                 | Marne                   | 1966,              |
| Leinfelden-Echterdingen                                                  | Bade-Wurtemberg                    | Manosque                                 | Alpes-de-Haute-Provence | 1973               |
| Leipzig                                                                  | Saxe                               | Lyon                                     | Rhône                   | 1960               |
| Lemberg                                                                  | Rhénanie-Palatinat                 | Lemberg                                  | Moselle                 | 1961               |
| Leutkirch im Allgäu                                                      | Bade-Wurtemberg                    | Bédarieux - Hérépian - Lamalou-les-Bains | Hérault                 | 1982               |
| Leverkusen                                                               | Rhénanie-du-Nord-Westphalie        | Villeneuve-d'Ascq                        | Nord                    | 2005               |
| Lindow                                                                   | Brandebourg                        | Harfleur                                 | Seine-Maritime          | 1967               |
| Lingen/Ems                                                               | Basse-Saxe                         | Elbeuf                                   | Seine-Maritime          | 2004               |
| Lingenfeld                                                               | Rhénanie-Palatinat                 | Torcy                                    | Seine-et-Marne          | 18 mars 1972       |
| Lipperode                                                                | Rhénanie-du-Nord-Westphalie        | Saint-Nicolas                            | Pas-de-Calais           | 2005               |
| Lübbecke                                                                 | Rhénanie-du-Nord-Westphalie        | Bayeux                                   | Calvados                |                    |
| Lübeck                                                                   | Schleswig-Holstein                 | La Rochelle                              | Charente-Maritime       | 1988               |
| Lüdenscheid                                                              | Rhénanie-du-Nord-Westphalie        | Romilly-sur-Seine                        | Aube                    | 1991               |
| Ludwigsbourg                                                             | Bade-Wurtemberg                    | Montbéliard                              | Doubs                   | 1950               |
| Ludwigshafen                                                             | Rhénanie-Palatinat                 | Lorient                                  | Morbihan                | 28 mai 1963        |
| Lug                                                                      | Rhénanie-Palatinat                 | Mollkirch                                | Bas-Rhin                |                    |
| Lütjenburg                                                               | Schleswig-Holstein                 | Bain-de-Bretagne                         | Ille-et-Vilaine         |                    |
| Mannheim                                                                 | Bade-Wurtemberg                    | Toulon                                   | Var                     | 25 octobre 1958    |
| Marbourg                                                                 | Hesse                              | Poitiers                                 | Vienne                  | 1981               |
| Mayen                                                                    | Rhénanie-Palatinat                 | Joigny                                   | Yonne                   | 1964               |
| Mayence                                                                  | Rhénanie-Palatinat                 | Dijon                                    | Côte-d'Or               | 21 juin 1958       |
| Mayence                                                                  | Rhénanie-Palatinat                 | Longchamp                                | Côte-d'Or               |                    |
| Mechernich                                                               | Rhénanie-du-Nord-Westphalie        | Nyons                                    | Drôme                   | 1967               |
| Meerbusch                                                                | Rhénanie-du-Nord-Westphalie        | Fouesnant                                | Finistère               | 1967               |
| Meiningen                                                                | Thuringe                           | Bussy-Saint-Georges                      | Seine-et-Marne          | 2006               |
| Melsungen                                                                | Hesse                              | Dreux                                    | Eure-et-Loir            | 2 octobre 1966     |
| Memmingen                                                                | Bavière                            | Auch                                     | Gers                    | 26 mai 1990        |
| Mering                                                                   | Bavière                            | Ambérieu-en-Bugey                        | Ain                     | 1973               |
| Meschede                                                                 | Rhénanie-du-Nord-Westphalie        | Le Puy-en-Velay                          | Haute-Loire             |                    |
| Mettmann                                                                 | Rhénanie-du-Nord-Westphalie        | Laval                                    | Mayenne                 | juin 1974          |
| Moos                                                                     | Bade-Wurtemberg                    | Le Bourget-du-Lac                        | Savoie                  |                    |
| Mörfelden-Walldorf                                                       | Hesse                              | Vitrolles                                | Bouches-du-Rhône        | 1984               |
| Mosbach                                                                  | Bade-Wurtemberg                    | Château-Thierry                          | Aisne                   | 1974               |
| Mössingen                                                                | Bade-Wurtemberg                    | Saint-Julien-en-Genevois                 | Haute-Savoie            | janvier 1990       |
| Mühlhausen                                                               | Thuringe                           | Tourcoing                                | Nord                    | 23 mai 1993        |
| Mülheim an der Ruhr                                                      | Rhénanie-du-Nord-Westphalie        | Tours                                    | Indre-et-Loire          | 1962               |
| Mühltal                                                                  | Hesse                              | Nemours                                  | Seine-et-Marne          | 1981.              |
| Munich                                                                   | Bavière                            | Bordeaux                                 | Gironde                 | 30 mai 1964        |
| Münster                                                                  | Rhénanie-du-Nord-Westphalie        | Orléans                                  | Loiret                  | 1960               |
| Murrhardt                                                                | Bade-Wurtemberg                    | Château-Gontier                          | Mayenne                 | 24 septembre 1966  |
| Mutterstadt                                                              | Rhénanie-Palatinat                 | Oignies (Pas-de-Calais)                  | Pas-de-Calais           | 2004               |
| Nabburbg                                                                 | Bavière                            | Castillon-la-Bataille                    | Gironde                 | 1986               |
| Nagold                                                                   | Bade-Wurtemberg                    | Longwy                                   | Meurthe-et-Moselle      |                    |
| Nauort                                                                   | Rhénanie-Palatinat                 | Condette                                 | Pas-de-Calais           | 1994               |
| Neckarbischofsheim                                                       | Bade-Wurtemberg                    | La Chapelle-Saint-Luc                    | Aube                    | 5 septembre 1971   |
| Neckargemünd                                                             | Bade-Wurtemberg                    | Évian-les-Bains                          | Haute-Savoie            |                    |
| Neubourg-sur-le-Danube                                                   | Bavière                            | Sète                                     | Hérault                 | 24 août 1986       |
| Neubrandenbourg                                                          | Mecklembourg-Poméranie-Occidentale | Nevers                                   | Nièvre                  | 1963               |
| Neubrandenbourg                                                          | Mecklembourg-Poméranie-Occidentale | Villejuif                                | Val-de-Marne            |                    |
| Neuss                                                                    | Rhénanie-du-Nord-Westphalie        | Châlons-en-Champagne                     | Marne                   | 10 juin 1972       |
| Neustadt an der Weinstraße                                               | Rhénanie-Palatinat                 | Mâcon                                    | Saône-et-Loire          | 26 juin 1956       |
| Neustadt bei Coburg                                                      | Bavière                            | Villeneuve-sur-Lot                       | Lot-et-Garonne          |                    |
| Niederaussem                                                             | Rhénanie-du-Nord-Westphalie        | Briey                                    | Meurthe-et-Moselle      |                    |
| Niederstetten                                                            | Bade-Wurtemberg                    | Le Plessis-Bouchard                      | Val-d'Oise              | 1996               |
| Nohra                                                                    | Thuringe                           | Kolbsheim                                | Bas-Rhin                | 22 mai 1994        |
| Nordhausen                                                               | Thuringe                           | Charleville-Mézières                     | Ardennes                | 1978               |
| Nördlingen                                                               | Bavière                            | Riom                                     | Puy-de-Dôme             |                    |
| Nottuln                                                                  | Rhénanie-du-Nord-Westphalie        | Saint-Amand-Montrond                     | Cher                    |                    |
| Neusäß                                                                   | Bavière                            | Cusset                                   | Allier                  | 2000               |
| Nuremberg                                                                | Bavière                            | Nice                                     | Alpes-Maritimes         | 20 octobre 1954    |
| Nürtingen                                                                | Bade-Wurtemberg                    | Oullins                                  | Rhône                   | 2 juin 1962        |
| Nußloch                                                                  | Bade-Wurtemberg                    | Andernos-les-Bains                       | Gironde                 | 1977               |
| Nußdorf am Inn                                                           | Bavière                            | Camblanes-et-Meynac                      | Gironde                 | 25 février 1975    |
| Oberasbach                                                               | Bavière                            | Couzeix                                  | Haute-Vienne            |                    |
| Oberstdorf                                                               | Bavière                            | Megève                                   | Haute-Savoie            |                    |
| Oberursel                                                                | Hesse                              | Épinay-sur-Seine                         | Seine-Saint-Denis       |                    |
| Ochsenfurt                                                               | Bavière                            | Coutances                                | Manche                  |                    |
| Ochsenhausen                                                             | Bade-Wurtemberg                    | La Fère                                  | Aisne                   | 1981               |
| Oelsnitz/Erzgeb.                                                         | Saxe                               | Avion                                    | Pas-de-Calais           | 1962               |
| Oettingen                                                                | Bavière                            | Rochechouart                             | Haute-Vienne            |                    |
| Offenbach-sur-le-Main                                                    | Hesse                              | Puteaux                                  | Hauts-de-Seine          | 1955               |
| Offenbach-sur-le-Main                                                    | Hesse                              | Thierville                               | Meuse                   |                    |
| Offenbourg                                                               | Bade-Wurtemberg                    | Lons-le-Saunier                          | Jura                    |                    |
| Ohlsbach                                                                 | Bade-Wurtemberg                    | Bœrsch                                   | Bas-Rhin                |                    |
| Ohmden                                                                   | Bade-Wurtemberg                    | Modane                                   | Savoie                  |                    |
| Oldenbourg                                                               | Basse-Saxe                         | Cholet                                   | Maine-et-Loire          | 1985               |
| Ortenberg                                                                | Bade-Wurtemberg                    | Stotzheim                                | Bas-Rhin                | 1965               |
| Osnabrück                                                                | Basse-Saxe                         | Angers                                   | Maine-et-Loire          | 1964               |
| Ostfildern                                                               | Bade-Wurtemberg                    | Montluel                                 | Ain                     | 1978               |
| Paderborn                                                                | Rhénanie-du-Nord-Westphalie        | Le Mans                                  | Sarthe                  | 3 juin 1967        |
| Papenburg                                                                | Basse-Saxe                         | Rochefort                                | Charente-Maritime       | 1988               |
| Passau                                                                   | Bavière                            | Cagnes-sur-Mer                           | Alpes-Maritimes         | 1973               |
| Penzberg                                                                 | Bavière                            | Langon                                   | Gironde                 | 1981               |
| Plankstadt                                                               | Bade-Wurtemberg                    | Castelnau-le-Lez                         | Hérault                 | 1981               |
| Pößneck                                                                  | Thuringe                           | Château-Thierry                          | Aisne                   | 1992               |
| Pfarrkirchen                                                             | Bavière                            | Saint-Rémy-de-Provence                   | Bouches-du-Rhône        |                    |
| Pfullendorf                                                              | Bade-Wurtemberg                    | Saint-Jean-de-Braye                      | Loiret                  | 1987               |
| Pfungstadt                                                               | Hesse                              | Gradignan                                | Gironde                 | 1995               |
| Philippsthal                                                             | Hesse                              | Salies-du-Salat                          | Haute-Garonne           | 14 juillet 1974    |
| Quakenbrück                                                              | Basse-Saxe                         | Alençon                                  | Orne                    | 27 juin 1969       |
| Radolfzell am Bodensee                                                   | Bade-Wurtemberg                    | Istres                                   | Bouches-du-Rhône        |                    |
| Radevormwald                                                             | Rhénanie-du-Nord-Westphalie        | Châteaubriant                            | Loire-Atlantique        | 1981               |
| Ratingeni                                                                | Rhénanie-du-Nord-Westphalie        | Maubeuge                                 | Nord                    | 21 septembre 1958  |
| Ratisbonne                                                               | Bavière                            | Clermont-Ferrand                         | Puy-de-Dôme             |                    |
| Recklinghausen                                                           | Rhénanie-du-Nord-Westphalie        | Douai                                    | Nord                    | 1965               |
| Regen                                                                    | Bavière                            | Mirebeau                                 | Vienne                  |                    |
| Rehau                                                                    | Bavière                            | Bourgoin-Jallieu                         | Isère                   | 14 juillet 1963    |
| Reilingen                                                                | Bade-Wurtemberg                    | Jargeau                                  | Loiret                  | 1989               |
| Reimlingen                                                               | Bavière                            | Bourgueil                                | Indre-et-Loire          | 1975               |
| Reinickendorf (Arrondissement de Berlin)                                 | Berlin                             | Antony                                   | Hauts-de-Seine          |                    |
| Reinheim                                                                 | Hesse                              | Cestas                                   | Gironde                 | 1982               |
| Remscheid                                                                | Rhénanie-du-Nord-Westphalie        | Quimper                                  | Finistère               | 1971               |
| Rendsburg                                                                | Schleswig-Holstein                 | Vierzon                                  | Cher                    | mars 1955          |
| Reutlingen                                                               | Bade-Wurtemberg                    | Roanne                                   | Loire                   | 1959               |
| Rhaunen                                                                  | Rhénanie-Palatinat                 | Saint-Valérien                           | Yonne                   | 18 octobre 1970    |
| Rheinbrohl                                                               | Rhénanie-Palatinat                 | Bourcefranc-le-Chapus                    | Charente-Maritime       | 1965               |
| Arrondissement de Rhin-Neckar                                            | Bade-Wurtemberg                    | Vichy                                    | Allier                  |                    |
| Rielasingen-Worblingen                                                   | Bade-Wurtemberg                    | Nogent-sur-Seine                         | Aube                    | 27 mai 1973        |
| Rosenheim                                                                | Bavière                            | Briançon                                 | Hautes-Alpes            |                    |
| Rot am See                                                               | Bade-Wurtemberg                    | Weyersheim                               | Bas-Rhin                | 9 septembre 2000   |
| Rottenburg am Neckar                                                     | Bade-Wurtemberg                    | Saint-Claude                             | Jura                    |                    |
| Rüdersdorf                                                               | Brandebourg                        | Pierrefitte-sur-Seine                    | Seine-Saint-Denis       |                    |
| Rüsselsheim                                                              | Hesse                              | Évreux                                   | Eure                    | 1961               |
| Saarburg                                                                 | Rhénanie-Palatinat                 | Sarrebourg                               | Moselle                 | 1952               |
| Salzgitter                                                               | Basse-Saxe                         | Créteil                                  | Val-de-Marne            | 27 mai 1979        |
| Sandhausen                                                               | Bade-Wurtemberg                    | Lège-Cap-Ferret                          | Gironde                 | 1980               |
| St. Georgen im Schwarzwald                                               | Bade-Wurtemberg                    | Saint-Raphaël                            | Var                     | 1972               |
| Sarrebruck                                                               | Sarre                              | Nantes                                   | Loire-Atlantique        | 27 avril 1965      |
| Sandbostel                                                               | Basse-Saxe                         | Danizy                                   | Aisne                   | 1988               |
| Sarrelouis                                                               | Sarre                              | Saint-Nazaire                            | Loire-Atlantique        | 1969               |
| Sasbach                                                                  | Bade-Wurtemberg                    | Marmoutier                               | Bas-Rhin                | 1996               |
| Sasbachwalden                                                            | Bade-Wurtemberg                    | Villié-Morgon                            | Rhône                   | 1967               |
| Schkeuditz                                                               | Saxe                               | Villefranche-sur-Saône                   | Rhône                   | 1968               |
| Schladen                                                                 | Basse-Saxe                         | Guîtres                                  | Gironde                 | 1991               |
| Schleswig                                                                | Schleswig-Holstein                 | Mantes-la-Jolie                          | Yvelines                | 1958               |
| Schmallenberg                                                            | Rhénanie-du-Nord-Westphalie        | Wimereux                                 | Pas-de-Calais           | 1971               |
| Schongau                                                                 | Bavière                            | Colmar                                   | Haut-Rhin               | 1962               |
| Schönwald                                                                | Bavière                            | Pusignan                                 | Rhône                   | 1984               |
| Schorndorf                                                               | Bade-Wurtemberg                    | Tulle                                    | Corrèze                 |                    |
| Schramberg                                                               | Bade-Wurtemberg                    | Hirson                                   | Aisne                   | 1958               |
| Schwabach                                                                | Bavière                            | Les Sables-d'Olonne                      | Vendée                  | 15 juin 1975       |
| Schrobenhausen                                                           | Bavière                            | Thiers                                   | Puy-de-Dôme             | 1986               |
| Schwäbisch Gmünd                                                         | Bade-Wurtemberg                    | Antibes                                  | Alpes-Maritimes         |                    |
| Schwäbisch Hall                                                          | Bade-Wurtemberg                    | Épinal                                   | Vosges                  | 1964               |
| Schwaigern                                                               | Bade-Wurtemberg                    | La Teste-de-Buch                         | Gironde                 | 2004               |
| Schwanfeld                                                               | Bavière                            | Aubigny-Les Clouzeaux                    | Vendée                  | 14 mai 1989        |
| Schwarzenbek                                                             | Schleswig-Holstein                 | Aubenas                                  | Ardèche                 | 1955               |
| Schweinfurt                                                              | Bavière                            | Châteaudun                               | Eure-et-Loir            |                    |
| Schwetzingen                                                             | Bade-Wurtemberg                    | Lunéville                                | Meurthe-et-Moselle      | 21 septembre 1969  |
| Seebach                                                                  | Bade-Wurtemberg                    | Ottrott                                  | Bas-Rhin                | 2 juillet 1967     |
| Sexau                                                                    | Bade-Wurtemberg                    | Andlau                                   | Bas-Rhin                | 1981               |
| Siegburg                                                                 | Rhénanie-du-Nord-Westphalie        | Nogent-sur-Marne                         | Val de Marne            | 1964               |
| Singen                                                                   | Bade-Wurtemberg                    | La Ciotat                                | Bouches-du-Rhône        | 1958               |
| Sinzig                                                                   | Rhénanie-Palatinat                 | Hettange-Grande                          | Moselle                 | juin 1966          |
| Solingen                                                                 | Rhénanie-du-Nord-Westphalie        | Chalon-sur-Saône                         | Saône-et-Loire          |                    |
| Soltau                                                                   | Basse-Saxe                         | Laon                                     | Aisne                   | 1997               |
| Spaichingen                                                              | Bade-Wurtemberg                    | Sallanches                               | Haute-Savoie            | 1970               |
| Spire                                                                    | Rhénanie-Palatinat                 | Chartres                                 | Eure-et-Loir            | 25 mai 1959        |
| Springe                                                                  | Basse-Saxe                         | Niort                                    | Deux-Sèvres             | 28 avril 1979      |
| Starnberg                                                                | Bavière                            | Dinard                                   | Ille-et-Vilaine         | 1977               |
| Staufen                                                                  | Bade-Wurtemberg                    | Bonneville                               | Haute-Savoie            | 28 juillet 1963    |
| Stein                                                                    | Bavière                            | Guéret                                   | Creuse                  |                    |
| Steinfeld                                                                | Bavière                            | Chauvigné                                | Ille-et-Vilaine         | 1992               |
| Stetten im Remstal                                                       | Bade-Wurtemberg                    | Saint Pierre d'Albigny                   | Savoie                  | 1972               |
| Stockach                                                                 | Bade-Wurtemberg                    | La Roche-sur-Foron                       | Haute-Savoie            |                    |
| Stockelsdorf                                                             | Schleswig-Holstein                 | Le Portel                                | Pas-de-Calais           | 2001               |
| Straelen                                                                 | Rhénanie-du-Nord-Westphalie        | Bayon (Meurthe-et-Moselle)               | Meurthe-et-Moselle      | 7 juillet 1963     |
| Stuttgart                                                                | Bade-Wurtemberg                    | Strasbourg                               | Bas-Rhin                | 1962               |
| Stuttgart                                                                | Bade-Wurtemberg                    | Melun                                    | Seine-et-Marne          | 1985               |
| Suhl                                                                     | Thuringe                           | Bègles                                   | Gironde                 | 1962               |
| Tauberbischofsheim                                                       | Bade-Wurtemberg                    | Vitry-le-François                        | Marne                   |                    |
| Tecklenburg                                                              | Rhénanie-du-Nord-Westphalie        | Chalonnes-sur-Loire                      | Maine-et-Loire          | 1982               |
| Thaleischweiler-Fröschen                                                 | Rhénanie-Palatinat                 | Presles                                  | Val-d'Oise              | 1969               |
| Traunstein                                                               | Bavière                            | Gap                                      | Hautes-Alpes            |                    |
| Trèves                                                                   | Rhénanie-Palatinat                 | Barr                                     | Bas-Rhin                |                    |
| Trèves                                                                   | Rhénanie-Palatinat                 | Metz                                     | Moselle                 | 3 octobre 1957     |
| Trossingen                                                               | Bade-Wurtemberg                    | Cluses                                   | Haute-Savoie            | 1974               |
| Tübingen                                                                 | Bade-Wurtemberg                    | Aix-en-Provence                          | Bouches-du-Rhône        | 1960               |
| Tuttlingen                                                               | Bade-Wurtemberg                    | Draguignan                               | Var                     | 15 avril 1989      |
| Tutzing am Starnbergersee                                                | Bavière                            | Bagnères-de-Bigorre                      | Hautes-Pyrénées         | 1975               |
| Ubstadt-Weiher                                                           | Bade-Wurtemberg                    | Montbard                                 | Côte-d'Or               |                    |
| Umkirch                                                                  | Bade-Wurtemberg                    | Bruges                                   | Gironde                 | 1989               |
| Unna                                                                     | Rhénanie-du-Nord-Westphalie        | Palaiseau                                | Essonne                 | 1969.              |
| Unterschleißheim                                                         | Bavière                            | Le Crès                                  | Hérault                 |                    |
| Usedom                                                                   | Mecklembourg-Poméranie-Occidentale | Maurepas                                 | Yvelines                |                    |
| Übach-Palenberg                                                          | Rhénanie-du-Nord-Westphalie        | Rosny-sous-Bois                          | Seine-Saint-Denis       |                    |
| Velbert                                                                  | Rhénanie-du-Nord-Westphalie        | Châtellerault                            | Vienne                  | 9 avril 1965       |
| Verden                                                                   | Basse-Saxe                         | Saumur                                   | Maine-et-Loire          | 19 juin 1967       |
| Villingen-Schwenningen                                                   | Bade-Wurtemberg                    | Pontarlier                               | Doubs                   | 1964               |
| Villingen-Schwenningen                                                   | Bade-Wurtemberg                    | La Valette-du-Var                        | Var                     |                    |
| Vohburg                                                                  | Bavière                            | Clermont                                 | Oise                    |                    |
| Völklingen                                                               | Sarre                              | Les Lilas                                | Seine-Saint-Denis       | 1984               |
| Völklingen                                                               | Sarre                              | Forbach                                  | Moselle                 |                    |
| Völklingen (à la suite de l'incorporation de Ludweiler)                  | Sarre                              | Ars-sur-Moselle                          | Moselle                 |                    |
| Vörstetten                                                               | Bade-Wurtemberg                    | L'Étrat                                  | Loire                   | novembre 1998      |
| Vörstetten                                                               | Bade-Wurtemberg                    | La Tour-en-Jarez                         | Loire                   | novembre 1998      |
| Waiblingen                                                               | Bade-Wurtemberg                    | Mayenne                                  | Mayenne                 | 1961               |
| Waldbronn                                                                | Bade-Wurtemberg                    | Saint-Gervais-les-Bains                  | Haute-Savoie            |                    |
| Waldenbourg                                                              | Bade-Wurtemberg                    | Sierck-les-Bains                         | Moselle                 | 1970               |
| Waldfischbach-Burgalben                                                  | Rhénanie-Palatinat                 | Carentan                                 | Manche                  |                    |
| Waldkraiburg                                                             | Bavière                            | Sartrouville                             | Yvelines                |                    |
| Waldmünchen                                                              | Bavière                            | Combourg                                 | Ille-et-Vilaine         | 15 mai 1993        |
| Waldshut-Tiengen                                                         | Bade-Wurtemberg                    | Blois                                    | Loir-et-Cher            | 30 juin 1963       |
| Wangen im Allgäu                                                         | Bade-Wurtemberg                    | La Garenne-Colombes                      | Hauts-de-Seine          |                    |
| Walldürn                                                                 | Bade-Wurtemberg                    | Montereau                                | Seine-et-Marne          | 21 juin 1970       |
| Wassertrüdingen                                                          | Bavière                            | Bellac                                   | Haute-Vienne            | 1983               |
| Weener                                                                   | Basse-Saxe                         | Les Pieux                                | Manche                  | 15 juillet 1992    |
| Weiden in der Oberpfalz                                                  | Bavière                            | Issy-les-Moulineaux                      | Hauts-de-Seine          | 1954               |
| Weil-am-Rhein                                                            | Bade-Wurtemberg                    | Huningue                                 | Haut-Rhin               |                    |
| Weilheim in Oberbayern                                                   | Bavière                            | Narbonne                                 | Aude                    | 24 mai 1974        |
| Weilbourg                                                                | Hesse                              | Privas                                   | Ardèche                 |                    |
| Weil der Stadt                                                           | Bade-Wurtemberg                    | Riquewihr                                | Haut-Rhin               | 1961               |
| Weilrod                                                                  | Hesse                              | Billy-Berclau                            | Pas-de-Calais           | 2001               |
| Weimar                                                                   | Thuringe                           | Blois                                    | Loir-et-Cher            | 18 février 1995    |
| Weinstadt                                                                | Bade-Wurtemberg                    | Parthenay                                | Deux-Sèvres             | 1980               |
| Welschensteinach (de)                                                    | Bade-Wurtemberg                    | Truchtersheim                            | Bas-Rhin                |                    |
| Wendelstein                                                              | Bavière                            | Saint-Junien                             | Haute-Vienne            |                    |
| Wermelskirchen                                                           | Rhénanie-du-Nord-Westphalie        | Loches                                   | Indre-et-Loire          | 1er juin 1974      |
| Wertheim                                                                 | Bade-Wurtemberg                    | Salon-de-Provence                        | Bouches-du-Rhône        | 19 septembre 1964  |
| Wertingen                                                                | Bavière                            | Fère-en-Tardenois                        | Aisne                   | 30 octobre 1989    |
| Wesseling                                                                | Rhénanie-du-Nord-Westphalie        | Pontivy                                  | Morbihan                | 29 septembre 1972  |
| Wetzlar                                                                  | Hesse                              | Avignon                                  | Vaucluse                | 1960               |
| Wiesloch                                                                 | Bade-Wurtemberg                    | Fontenay-aux-Roses                       | Hauts-de-Seine          | 1974               |
| Wilhelmshaven                                                            | Basse-Saxe                         | Vichy                                    | Allier                  |                    |
| Winnenden                                                                | Bade-Wurtemberg                    | Albertville                              | Savoie                  |                    |
| Winterberg                                                               | Rhénanie-du-Nord-Westphalie        | Le Touquet-Paris-Plage                   | Pas-de-Calais           | 1966               |
| Wismar                                                                   | Mecklembourg-Poméranie-Occidentale | Calais                                   | Pas-de-Calais           | décembre 1971      |
| Witten                                                                   | Rhénanie-du-Nord-Westphalie        | Beauvais                                 | Oise                    | 1975               |
| Wittenberge                                                              | Brandebourg                        | Châlons-en-Champagne                     | Marne                   | 1978               |
| Wittlich                                                                 | Rhénanie-Palatinat                 | Brunoy                                   | Essonne                 | 1979               |
| Wolfsbourg                                                               | Basse-Saxe                         | Marignane                                | Bouches-du-Rhône        | 1er septembre 1963 |
| Wöllstein                                                                | Rhénanie-Palatinat                 | Barsac                                   | Gironde                 | 1966               |
| Worms                                                                    | Rhénanie-Palatinat                 | Auxerre                                  | Yonne                   | 1968               |
| Wörth am Main                                                            | Bavière                            | Honfleur                                 | Calvados                | 2006               |
| Wunsiedel                                                                | Bavière                            | Mende                                    | Lozère                  | 1980               |
| Wuppertal                                                                | Rhénanie-du-Nord-Westphalie        | Saint-Étienne                            | Loire                   | 1958               |
| Würselen                                                                 | Rhénanie-du-Nord-Westphalie        | Morlaix                                  | Finistère               |                    |
| Wurtzbourg                                                               | Bavière                            | Caen                                     | Calvados                | mai 1962           |
| Weingarten                                                               | Bade-Wurtemberg                    | Bron                                     | Rhône                   | 4 mai 1963         |
| Xanten                                                                   | Rhénanie-du-Nord-Westphalie        | Saintes                                  | Charente-Maritime       | 11 mai 2002        |
| Zell im Wiesental                                                        | Bade-Wurtemberg                    | Embrun                                   | Hautes-Alpes            | 1981               |
| Zülpich                                                                  | Rhénanie-du-Nord-Westphalie        | Blaye                                    | Gironde                 | 1971               |